# Ramón Astudillo
Benjamín Ramón Astudillo war ein argentinischer Fußballspieler. Der Abwehrspieler nahm an der Weltmeisterschaft 1934 teil.

## Karriere

### Verein
Über die Vereinskarriere von Ramón Astudillo ist nur bekannt, dass er während der Weltmeisterschaft 1934 beim CA Colón spielte.

### Nationalmannschaft
Astudillo wurde von Nationaltrainer Filippo Pascucci in den Kader der Nationalmannschaft für die Weltmeisterschaft 1934 in Italien berufen, kam allerdings nicht zum Einsatz.